# Barrio San Diego
Barrio San Diego är en ort i Mexiko.   Den ligger i kommunen Heroica Ciudad de Tlaxiaco och delstaten Oaxaca, i den sydöstra delen av landet, 280 km sydost om huvudstaden Mexico City. Barrio San Diego ligger 2 082 meter över havet och antalet invånare är 1 317.
Terrängen runt Barrio San Diego är lite kuperad. Runt Barrio San Diego är det ganska tätbefolkat, med 83 invånare per kvadratkilometer. Närmaste större samhälle är Heroica Ciudad de Tlaxiaco, 1,2 km söder om Barrio San Diego. I omgivningarna runt Barrio San Diego växer huvudsakligen savannskog.